# Lars Runsten
Lars Erik Immanuel Runsten, född 9 augusti 1931, död 12 oktober 2014,  var en svensk regissör, scenograf, librettoförfattare och kompositör.

## Biografi
Runsten, som var son till teatermålaren Manne Runsten och skådespelaren Märta Arbin, studerade bland annat teaterhistoria vid Stockholms högskola och var verksam vid studentteatern 1951–1956. Han arbetade som regissör vid Kungliga teatern 1956–1964 och vid Det Kongelige Teater i Köpenhamn 1964–1969. Från 1969 till 1973 var han chef för Den norske opera i Oslo, och därefter frilansade han till 1977. Därefter var han chefsproducent 1978–1984 och förste regissör 1987–1994 på Stockholmsoperan.
Runsten har gjort uppsättningar som gäst i bland annat Göteborg i Sverige, Hamburg och Hannover i Tyskland, Reykjavik i Island, Helsingfors i Finland, Basel, Zürich i Schweiz samt Graz i Österrike.
Han har skrivit texten till Lars Johan Werles operor Drömmen om Thérèse och Resan och vidare tonsatt operan Amorina till egen text efter Carl Jonas Love Almqvists roman med samma namn. Den hade premiär i Kungliga Teaterns rotunda den 20 februari 1993.
Lars Runsten tilldelades den kungliga medaljen Litteris et Artibus 1990. Han är begravd på Skogskyrkogården i Stockholm.
Han var gift med första gången med Nenne Runsten och andra gången från 1985 med Solveig Faringer.

## Teater

### Scenografi
| År   | Produktion                 | Upphovsmän     | Regi          | Teater               |
| ---- | -------------------------- | -------------- | ------------- | -------------------- |
| 1955 | Ett resande teatersällskap | August Blanche | Per Edström   | Teatern i Gamla stan |
| 1955 | Fedra Phèdre               | Jean Racine    | Arne Forsberg | Teatern i Gamla stan |

### Fotnoter
1. ↑  Dödsannons i på Familjesidan.se. Läst 2015-08-10
2. ↑  ”Operaregissören Lars Runsten har gått bort”. Sveriges Radio. https://sverigesradio.se/sida/artikel.aspx?programid=478&artikel=5989929. Läst 13 oktober 2014.
3. ↑  SvenskaGravar